# Fabrizio Pennacchietti
Fabrizio Pennacchietti (n. 14 decembrie 1938, Torino, Italia) este un profesor universitar la Departementul de Orientalistica din cadrul Universității din Torino, specialist la filologia semitică.
Pennacchietti este membru al Akademio de Esperanto și al Academiei Internațională Comenius, membru corespondent al Academiei de Stiinte din Torino și fellow din Institute for Advanced Studies universitatei ebraică din Ierusalim. Începând din 2008 este președințele Academiei Internațională de Știinte San Marino.

## Bibliografia
Pennacchietti a publicat mai mult de 90 carți și articole științifice, printre acestea:
- 3 volumi și 33 articole despre linguistica semitică
  - Studi sui pronomi determinativi semitici, Neapole 1968.
  - Testi neoaramaici dell’Iran settentrionale, Neapole 1971.
  - Testi neoaramaici dell’Unione Sovietica, Neapole 1991.
- 2 volumi și 11 articole despre literatura comparată
  - Il ladrone e il cherubino. Dramma liturgico cristiano orientale in siriaco e neoaramaico, Torino 1993.
  - Susanna nel deserto. Riflessi di un racconto biblico nella cultura arabo-islamica, Torino 1998.